# Dripping
Il dripping è una tecnica pittorica caratteristica dell'action painting americana.

## Descrizione
Elaborato nella sua forma più tipica alla fine degli anni quaranta da Jackson Pollock, il dripping trae liberamente spunto dalla cosiddetta "scrittura automatica" surrealista: il colore (non olio, ma smalto opaco o vernici industriali usate per la prima volta proprio da Pollock intorno al 1947) viene lasciato sgocciolare sulla tela distesa per terra da un contenitore bucherellato o schizzato direttamente con le mani mediante l'uso di bastoni o pennelli. Più tardi, tra gli anni cinquanta e gli anni sessanta, il dripping verrà largamente impiegato nell'ambito di tutti i movimenti europei di stile informale.